# Chaplin (Band)
Chaplin ist eine deutsche Band aus Berlin, die Rockmusik spielt und bei dem Label Tapete Records unter Vertrag steht.

## Geschichte
Die Band Chaplin wurde von Dominic Hoffmann ins Leben gerufen. Er begann das Musikmachen solo mit Gitarre, von Anfang an unter diesem Namen. Nach mehreren Wohnortwechseln (jetzt aber seit mehr als 10 Jahren in Berlin), verbunden mit zu- und -aussteigenden Mitmusikern, fand Chaplin etwa im Jahr 2015 zur aktuellen Besetzung: Dominic Hoffmann (Gesang, Gitarre), Mike Knorpp (Gitarre), Kristof Pajonk (Bass) und Jens Baumann (Schlagzeug). Als Einflüsse sind Bob Dylan, Element of Crime oder auch Tom Waits in den von Dominic Hoffmann geschriebenen Liedern erkennbar.
Das Album Wenn uns morgen keiner weckt wurde im Oktober und Dezember 2016 in den Candy Bomber Studios in Berlin-Tempelhof aufgenommen. Produziert wurde das zweite Album von Jakob Ilja von der Band Element of Crime. Es brachte der Band eine Nominierung für den Preis der deutschen Schallplattenkritik ein.
Im Frühjahr 2017 war die Band als Support für den Schweden Christian Kjellvander und dem Songwriter Patrick Richardt unterwegs.

## Diskografie
- 2015: Im Taxi hinter der Tram (Album, Tapete Records)
- 2017: Wenn uns morgen keiner weckt (Album, Tapete Records)

## Videos
- 2015: Hohenzollernbrücke[1]
- 2016: Nachher[2]
- 2017: Wenn uns morgen keiner weckt[3]